# The Last Man on Earth (Fernsehserie)
The Last Man on Earth ist eine US-amerikanische Postapokalypse-Comedy-Fernsehserie, die ab dem 1. März 2015 auf Fox ausgestrahlt wurde. Die deutschsprachige Erstausstrahlung erfolgte ab dem 15. März 2017 auf dem deutschen Pay-TV-Sender ProSieben Fun. Ab dem 4. Oktober 2017 sendete ProSieben Maxx in der Primetime jeweils eine Folge.
Ende September 2015 begann die Ausstrahlung der zweiten Staffel in den USA, Ende September 2016 folgte die dritte. Die vierte Staffel startete im amerikanischen Fernsehen am 1. Oktober 2017.

## Handlung

### Staffel 1
Phil Miller scheint der letzte Mann der Menschheit zu sein, da ein Virus scheinbar die gesamte Menschheit ausgelöscht hat. So durchstreift er die USA, um eventuell doch noch andere Menschen zu finden. Auf seiner Reise hinterlässt er auf großen Werbetafeln die Nachricht „lebendig in Tucson“ (im Original „alive in Tucson“), denn er beschließt nach erfolgloser Suche in seine Heimatstadt Tucson zurückzukehren, um dort auf Überlebende zu warten. Er schaut sich den Film Cast Away – Verschollen an und verspottet Tom Hanks noch, dass er mit einem Ball redet.
Ein Jahr später hat er selbst einige Bälle mit Gesichtern versehen und redet mit ihnen. Als er die Hoffnung aufgegeben hat, beschließt er sich das Leben zu nehmen, indem er sich betrinkt und mit einem Auto gegen einen Felsen fährt. Kurz vor dem Aufprall bremst er jedoch ab, denn in der Ferne sieht er Rauch aufsteigen. Er fährt hin und entdeckt ein Camp, in dem ein Lagerfeuer brennt und Frauenkleider auf einer Wäscheleine hängen. Als er einen BH von der Leine nimmt, hört er hinter sich das Räuspern einer Frau, die mit einer Pistole auf ihn zielt. Es ist Carol Andrew Pilbasian. Sie lernen sich kennen und nach anfänglichen Schwierigkeiten bringt Carol Phil dazu, ihn nach nur einer Woche zu heiraten, denn sie wollen die Erde wiederbevölkern.
Kurz darauf stoßen sie mit einer Limousine zusammen. Heraus steigt die Schönheit Melissa. Es stellt sich heraus, dass Melissa bereits seit zwei Wochen in Tucson herumfährt. Phil bricht vor Carol gespielt unter Tränen zusammen und erklärt ihr, dass er nicht will, dass ihre Kinder gezwungen werden, Sex miteinander haben zu müssen und er auch mit Melissa wiederbevölkern müsse. Schließlich einigen sie sich und Phil darf mit Melissa spaßlosen Sex haben, bis sie schwanger ist. Phil inszeniert ein romantisch geschmücktes Bett auf einem Feld mit Feuerwerk und Kerzen. Kurz bevor die beiden es tun, kommt ein Sportwagen angefahren und heraus steigt der  adipöse Todd. Erst denkt Phil, dass Melissa sich nie auf ihn einlassen würde, doch zwischen den beiden entsteht eine Beziehung.
Phil beschließt unter einem Vorwand mit Todd in die Wüste zu fahren, um ihn dort zurückzulassen, doch er macht einen Rückzieher und Todd fasst das als Scherz auf. Phil findet eine Kuh und präsentiert sie der Gruppe. Sie wird von Todd im Garten angebunden und Phil öffnet in der Nacht den Strick, um Todd eins auszuwischen, und versteckt die Kuh. Melissa durchschaut ihn sofort und die Gruppe macht sich auf die Suche, wobei Melissa gleich zum Versteck fährt, die Kuh ist aber bereits verschwunden. Todd findet sie wieder und bietet Phil an, den anderen zu sagen, dass nicht er, sondern Phil es war, der sie gefunden hat. Carol bringt heimlich die Kuh in ihr Haus und in die erste Etage. Weil alle glauben, Kühe könnten keine Treppen runter gehen, hat sie endlich einen Vorwand, bei Phil einzuziehen.
Als Phil sich auf einem Parkplatz wütend an Gott wendet und sich wünscht nochmal neu anzufangen, tauchen plötzlich Erica und Gail auf und er erzählt ihnen, er sei allein. Unter dem Vorwand, er gehe nur Zelten zur Entspannung, trifft er sich heimlich mit den beiden und erzählt ihnen, als sie seinen Ehering bemerken, dass Carol tot sei. Dummerweise fahren sich die zwei Gruppen aber über den Weg und die Lügen fliegen auf. Anfangs möchte niemand mehr mit ihm reden. Carol und Phil lassen sich scheiden. Als Erica und Gail herausfinden, dass die beiden nur drei Wochen verheiratet waren, verabreden sie sich mit Phil zum Sex. Phil möchte nun nicht, dass noch andere Männer die neue Situation stören, und fährt zu einem seiner Werbeplakate. Er streicht „lebendig in Tucson“ durch und schreibt darunter „umgezogen nach Tampa“ (original „Moved to Tampa“). Dann fällt die Leiter um und er ist auf der Plattform des Plakates gefangen. Nach Tagen wird er von einem Mann gerettet, der ihn zuhause abliefert. Es stellt sich heraus, dass dieser ebenfalls Phil Miller heißt. Die Gruppe beschließt, einen der beiden mit seinem zweiten Vornamen anzusprechen, und ausgelost wird dies durch eine Runde Jenga.
Der neue Phil gewinnt und der alte Phil wird ab sofort Tandy genannt. Phil ist handwerklich begabt und gutaussehend. Er findet einen Weg, heiß zu duschen und organisiert elektrischen Strom. Auch Todd ist zunehmend eifersüchtig und verärgert trennt er sich von Melissa und er und Tandy reden darüber, Phil loszuwerden. Inzwischen ist Carol mit Phil zusammen. Da Todd ein herzensguter Mensch ist und sich anders entscheidet, verrät er der Gruppe, dass Tandy Phil in der Wüste aussetzen möchte und dass er es mit ihm auch schon versucht hatte. Alle sind bestürzt über Tandys Verhalten und wenden sich von ihm ab. Als Carol mit Tandy über einen Waffenstillstand redet, kommt dieser zu den anderen am Lagerfeuer. Plötzlich wird er von Phil überwältigt, mit Vorräten für zwei Tage in der Wüste ausgesetzt und bedroht, er solle nicht wagen, nochmal nach Tucson zu kommen. 20 Minuten später hat Tandy seine kompletten Vorräte geplündert, doch dann taucht Carol auf und sagt zu ihm, dass sie lieber mit einem Mann zusammen wäre, der es nicht übers Herz bringt, jemanden in der Wüste auszusetzen, als mit einem, der es tatsächlich tut. Carol beschließt, die Gruppe zu verlassen und mit Tandy gemeinsam etwas Neues zu suchen. Am Ende der Staffel erfährt man, dass die Internationale Raumstation noch einen Astronauten beherbergt und dieser verzweifelt versucht, Kontakt mit der Erde aufzunehmen.

### Staffel 2
Carol und Tandy fahren mit einem Tarnkappenflugzeug durch die Stadt und beschließen, vor dem  Weißen Haus zu parken und dort einzuziehen. Nach einiger Zeit ziehen sie wieder aus und Tandy möchte Carol überraschen und fährt mit ihr zu ihrem alten Haus in Delaware. Dort äußert Carol, dass sie die anderen vermisse, doch Tandy weigert sich mit Verweis auf Phils Drohungen. Die beiden geraten in Streit. Als sie weiterziehen, halten sie an einer Tankstelle. Tandy möchte das Fahrzeug auftanken und bemerkt nicht, dass auch Carol aussteigt und in einen Laden geht. Ahnungslos fährt er weiter und lässt Carol zurück, der nichts anderes übrig bleibt, als an der Tankstelle auf ihn zu warten. Als Tandy bemerkt, was passiert ist, versucht er verzweifelt, die Tankstelle wiederzufinden. Letztendlich beschließt er nach Tucson zurückzufahren, in der Hoffnung, Carol werde auch auf die Idee kommen.
Dort angekommen stellt er fest, dass die anderen weitergezogen sind und sein Haus vorher angezündet haben. Tandy versucht Carol auf verschiedenen Wegen eine Botschaft zukommen zu lassen, und eine dieser Ideen funktioniert. Carol sieht einen Zug vorbeifahren, auf dem steht, dass Tandy nicht in dem Zug sei, sondern in Tucson. Die beiden finden sich wieder. Tandy findet einen an Carol adressierten Brief, in dem steht, dass die anderen Überlebenden nach  Malibu umgezogen sind, und verheimlicht es ihr. Als er bemerkt, wie schlecht es Carol ohne die anderen geht, zeigt er ihr doch den Brief und sie weigert sich, mit ihm nach Malibu zu fahren, weil die anderen ihn dort nicht haben möchten. Tandy macht Carol betrunken und fährt mit ihr trotzdem hin. Sie beschließen, dass sich zuerst nur Carol den anderen zeigt.
Versteckt in einem Busch sehen sie die Gruppe an einem Strand sitzen, doch da ist noch jemand, den sie noch nicht kennen. Carol geht zu ihnen und begrüßt sie mit einem „Buh!“, woraufhin der Neuling Gordon Vanderkruik einen Herzinfarkt erleidet und auf der Stelle stirbt. Nach der Beerdigung erzählt Carol der Gruppe, dass Tandy tot sei, und nach und nach bringt sie ihnen bei, dass er sich geändert habe. Als sie ihnen gesteht, dass Tandy noch lebt und sich wirklich gebessert hat, will die Gruppe ihn wieder aufnehmen. Dann stürmt Tandy mit einer Pistole in den Raum, bedroht sie damit, um sich Gehör zu verschaffen. Carol sagt ihm, dass sie ihm vergeben wollten. Er wird einige Zeit an einen Pranger gestellt und bekommt noch fünf Wochen Einzelhaft aufgebrummt mit abgesteckter Zone und Schockhalsband.
Eines Nachts bricht ein Feuer aus und Tandy verlässt unter Schmerzen seine Zone, um die anderen zu retten. Als diese am nächsten Morgen die verkohlten Hölzer bemerken und erfahren, was Tandy auf sich genommen hat, wird er begnadigt. Als sie abends zusammensitzen, fällt ihnen auf, dass die  Grillen noch leben, und Carol beschließt sie zu sammeln und zuzubereiten. Niemand ist davon begeistert, nur Phil macht Carol am laufenden Band Komplimente. Es fällt auf, dass Todd seit Tagen nichts gegessen hat, und Tandy beschattet ihn. Es stellt sich heraus, dass Todd eine Gefriertruhe mit Speck gefunden hat und dies den anderen verheimlicht, um ihn selbst zu essen. Tandy konfrontiert ihn und schließt sich mit ihm zusammen. Jeden Abend gehen die beiden in das Haus und essen gemeinsam den Speck, bis nur noch 3 Packungen übrig sind. Gegen Todds Willen beseitigt Tandy die Spuren, verstaut die leeren Packungen auf einem Jet-Ski, lässt diese aufs Meer fahren und legt die letzten 3 Packungen auf den Küchentisch mit einem Zettel. Als die Gruppe den Speck am nächsten Morgen findet, ist sie begeistert und bedankt sich bei Todd, der Tandy wütend ansieht. Der Jet-Ski jedoch kommt zurück und strandet, was von Phil bemerkt wird. Als die Gruppe die leeren Packungen sieht, gesteht Todd alles und Tandy versucht noch, alles komplett auf sich zu nehmen. Weil Tandy ein Lügner ist, glaubt die Gruppe Todd und beide landen am Pranger, wo sie sich versöhnen.
Tandy konfrontiert Phil mit den ständigen Anmachversuchen gegenüber Carol und endet damit, dass sich Carol für ihn entschieden hat. Daraufhin verliert Phil die Beherrschung und schlägt Tandy ins Gesicht. Die Gruppe verurteilt das aufs schärfste und Phil weigert sich, an den Pranger zu gehen. Phil beschließt, Malibu zu verlassen und gesteht Carol kurz vor der Abreise seine Liebe. Daraufhin verkündet Erica Phil, dass sie von ihm schwanger sei. Phil ist tief bestürzt und fleht vergeblich um Vergebung. Er baut Kindermöbel und betrinkt sich. Eines nachts sieht Tandy Phil am Strand ohnmächtig halb im Wasser liegen, schleppt ihn zurück und stellt ihn an den Pranger.
Am nächsten Morgen ist aber nicht Phil der Mittelpunkt, denn die Kuh hat ein Kalb bekommen. Alle machen sich auf, mit einem Betäubungsgewehr den Bullen zu suchen und Tandy überredet die Gruppe, auch Phil aus dem Pranger zu lassen, um mitzuhelfen. Dieser fährt daraufhin sofort los, um ein eigenes Leben zu beginnen. Als die Gruppe zusammensitzt und streitet, taucht plötzlich der Bulle vor ihnen auf und alle schießen gleichzeitig, was das Tier nicht überlebt. Phil hatte den Bullen gefunden und zurückgebracht. Bei einem gemeinsamen Festmahl versöhnten sich alle wieder. Carol hat alles weihnachtlich dekoriert und möchte mit allen wichteln. Tandy gibt nach der Verlosung Phil den Zettel mit Ericas Namen und beschaffte ihm für Erica den Hope-Diamanten. Phil lässt den Diamanten links liegen und organisiert Erica einen Ultraschall für ihr ungeborenes Kind, was die beiden wieder zusammenführt als gemeinsame Eltern. Plötzlich bricht Phil wegen eines entzündeten Blinddarms zusammen. Erica überredet Gail zu versuchen, Phil zu  operieren, die erst protestiert und schließlich einwilligt. Sie bittet Tandy und Todd ihr einen Leichnam zu organisieren, um daran zu üben. Als sie im Leichenschauhaus nur Knochen vorfinden,  exhumieren sie Gordon, doch Gail hat inzwischen eine Puppe für Chirurgiestudenten organisiert und sie graben ihn wieder ein. Als Phils Schmerzen unerträglich werden, machen sie sich ans Werk, doch Phil verblutet dabei.
Zur gleichen Zeit auf der ISS beschließt der Astronaut Mike Miller, es zu versuchen, auf die Erde zurückzukehren, was ihm auch gelingt. Er versenkt dabei ein Kreuzfahrtschiff und entkommt mit einem Tretboot. Mike träumt von seinem Bruder Phil, der ihm als Kind erscheint. Als er ein anderes Schiff findet, trifft er dort auf dessen Besitzer Pat Brown. Pat ist paranoid, doch Mike überredet ihn letztlich doch, in Schutzanzügen an Land zu gehen, um sich umzusehen.
Als Mike eines der Werbeschilder entdeckt, wird er von Pat niedergeschlagen und zurück zum Strand gebracht, wo sie sich erneut prügeln und Pat einen Riss in Mikes Schutzanzug findet. Mike kommt in einem Leichensack wieder zu sich. Inzwischen wird Phils Sarg aufs Meer geschickt, wird aber später wieder angespült und sie bestatten ihn erneut in einem Grab. Todd möchte für alle da sein und hat ein Verhältnis mit Gail und Melissa. Dann fragt Erica Todd, ob er der Ersatzvater ihres Kindes werden möchte, woraufhin auch sie sich küssen. Da Carol immer noch nicht schwanger ist, stellt sich mit Fruchtbarkeitstests heraus, dass Tandy keine Kinder zeugen kann, was er nach Vertuschungsversuchen dann gesteht. Auch Todd gesteht der Gruppe, dass er kein Unschuldslamm ist. In der Ferne am Strand sehen sie Mike zu ihnen laufen, den Tandy sogleich als seinen Bruder erkennt. In den Folgetagen spielen sich die beiden gegenseitig bitterböse Streiche, was damit endet, dass Tandy eines morgens aufwacht und seine eine Körperhälfte kahl rasiert ist. Danach scheint das ganze immer schlimmer zu werden und Todd springt Tandy zur Seite und rasiert sich ebenfalls eine Körperhälfte. Mike, bestürzt darüber, dass Tandy Todd mit reinzieht, beendet die Streiche auf der Stelle. Durch (von Tandy gefälschte) Briefe der Eltern versöhnen sich die beiden wieder und finden eine alte Leidenschaft wieder: Sie singen beide stundenlang in Dauerschleife das Lied „Falling slowly“.
Carol fragt Todd nach einer Samenspende, scheidet sich von Tandy, um Todd vorübergehend zu heiraten, doch dazu kommt es nicht. Bei der Hochzeit möchte Tandy, dass Mike das übernimmt und Todd und Mike wechseln auf der Hochzeit spontan die Plätze. Doch auch der Liebesakt der beiden wird von Tandy durch ein Liebesgeständnis unterbrochen. Kurz darauf stellen sie fest, dass Carol schwanger ist und es das Baby von Tandy sein muss. Gail sichtet eine Drohne, doch alle schauen nur auf ihr Weinglas und glauben ihr nicht. Als Mike gerade dabei ist die Kuh zu melken, hustet er Blut und wird dabei von Todd beobachtet. Dieser berichtet es den anderen und alle bis auf Tandy befürchten, dass Mike das Virus hat, und isolieren ihn. Dann stirbt auch noch die Kuh und Mike beschließt die Gruppe nachts heimlich zu verlassen. Tandy folgt ihm und vermutet ihn in Tucson, wo er ihn auch antrifft. Beide verbringen eine Weile miteinander und Tandy fährt wieder zurück nach Malibu, in der Hoffnung, Mike komme nach, wenn es ihm wieder besser geht. Inzwischen ist die Drohne wieder aufgetaucht und alle haben sie gesehen, doch Melissa macht kurzen Prozess und holt sie mit einer Schusswaffe vom Himmel. Sie erklärt, dass sie nicht glaubt, dass diese Drohne von einem netten Menschen gesteuert wird. Kurze Zeit später sehen sie ein Schiff in ihrer Bucht und ein Beiboot mit drei Bewaffneten nähert sich dem Strand.

### Staffel 3
Die Gruppe bewaffnet sich, und als die Männer das Haus betreten, erschießt Melissa Darrell. Die anderen beiden lassen sofort die Waffen fallen und ergeben sich, denn sie seien friedlich. Es handelt sich um Pat Brown, den Mike schon kennengelernt hatte, und um Lewis Ha. Pat weigert sich, seinen Schutzanzug abzulegen, und alle wittern, dass etwas mit ihm nicht stimmt. Nur Tandy freundet sich mit ihm an. Als die Gruppe Lewis über Pat befragt, bricht der endlich sein Schweigen und gesteht, dass Pat total gestört ist und eine Verschwörung der Regierung vermutet. Als Tandy darüber informiert wird, hält er weiter zu Pat, der dann dazukommt ohne Schutzanzug. Nach einer Rede, er wolle alles neu anfangen, entdeckt er ein Foto von Tandy und Mike, woraufhin er sofort durchdreht und die Waffe auf die Gruppe richtet, welche aber zum Glück nicht geladen ist, so dass sie fliehen können.
Auf der Flucht steuert Todd einen Wagen und überfährt Pat. Tandy wirft Pat auf einen Müllhaufen und versucht gleichzeitig Todd weiszumachen, dass Pat noch lebt, und den anderen, dass er tot ist. Er inszeniert einige Dinge, um Todd zu beschwichtigen, denn der glaubt fortan, ein Mörder zu sein, womit er nicht klar kommt.
Plötzlich ist das Schiff verschwunden und Pat liegt nicht mehr da. Sie beginnen, überall Alarmanlagen zu installieren, und Melissa vermint den Strand. Eines nachts, als die Flut alle Minen zur Explosion bringt, hält es die Gruppe nicht mehr aus und entscheidet sich, Malibu zu verlassen. Als Tandy auf der Fahrt erfährt, dass Lewis  homosexuell ist, beschließt er nach San Francisco zu fahren, welches sie niedergebrannt vorfinden. Es folgt eine kurze Rückblende, die zeigt, wie Tandy zwei Jahre zuvor ein Feuer in einer Feuerwerksfabrik gelegt hat.
Sie finden dann ein Bürogebäude, in dem Licht brennt, und es stellt sich heraus, dass das Haus völlig  autark ist, und sie ziehen ein. Da einige merkwürdige Dinge passieren, verdächtigt Tandy Lewis, das Gebäude zu sabotieren. Es war jedoch Carol, die ihr Baby dort nicht großziehen will, woraufhin ihr Tandy ein kleines Holzhaus auf einer der Etagen baut. Sie möchte auch, dass Gail sie adoptiert, damit ihr Kind eine Großmutter hat.
Melissa wird inzwischen immer seltsamer und Todd macht sich Sorgen um sie. Tandy erfährt, dass der Freund von Lewis nach seinem letzten Stand aus Tokio nach Seattle zurückkommen wollte, und versucht ihn zu überreden, dort einfach mal hinzufahren. Nach zahllosen erfolglosen Versuchen versetzt Tandy Lewis Stromschläge, zerrt ihn in einen Wagen und fährt mit ihm gegen seinen Willen hin. Er ist aber nicht da und Lewis hinterlässt eine Nachricht. Danach fahren sie zurück nach Tucson und auch Tandy hinterlässt Mike eine Nachricht. Lewis hat neuen Mut gefasst und trainiert an einem Flugsimulator, um nach Tokio zu fliegen. Melissa wünscht sich plötzlich doch ein Baby und fragt auch Lewis und Tandy, ob sie ihr dabei helfen, nachdem Todd in ihrem merkwürdigen Zustand dies abgelehnt hat.
Carol will nun auch ein Familienfoto mit Gail machen, die inzwischen nachgegeben und die Adoptionspapiere unterschrieben hat. Sie flieht immer wieder vor Carol, weil sie ihre Ruhe vor ihr haben möchte. Weil der Strom ständig ausfällt, beschließt Lewis, den Strom der umliegenden Gebäude abzuschalten, dabei bleibt Gail in einem Aufzug stecken. Melissa ist eines Morgens verschwunden und hat eine Abschiedsbotschaft hinterlassen. Als die Gruppe auf der Suche nach Melissa plötzlich Schüsse aus einem Gebäude hört, taucht Melissa wieder auf. Die Schüsse stammten aber von Gail, die im Aufzug auf sich aufmerksam machen möchte. Als Melissa immer merkwürdiger wird, beschließt die Gruppe sie einzuschließen, um sie vor sich selbst zu schützen.
Es folgt eine Rückblende zu einer Frau namens Pamela Brinton, welche die Anfänge der Viruspandemie erlebt und mit ihrem Hund Jeremy in einen Bunker einzieht. Es stellt sich heraus, dass Pamela diejenige war, welche die Drohne gesteuert hat.
Melissas Zustand ist immer noch sehr schlecht und noch dazu ist sie stinksauer, dass sie eingesperrt wurde. Tandy ist der Meinung, dass Lewis nun bereit ist zu fliegen, und besorgt ihm ein Kleinflugzeug für einen Testflug. Nach Tandys vielen Überredungsversuchen willigt er schließlich ein und will es versuchen. Alle sind dabei und feuern ihn begeistert an. Lewis hebt ab, und nach wenigen hundert Metern kracht das Flugzeug nach unten und explodiert.
Tandy hat in einer Kirche eine Eingebung und beleuchtet ein Gebäude von außen bunt, wofür er auch den Strom wieder einschaltet, der den Aufzug wieder in Gang setzt, in dem Gail gefangen ist. Gail schleppt sich mit letzter Kraft zurück zu den anderen und bricht zusammen. Als sie ihr Alkohol geben wollen, lehnt sie ab und erzählt die Geschichte mit dem Aufzug und dass sie sich dabei auch selbst angeschossen hat. Todd hat die Idee, mit Melissa nach Acron – ihre Heimatstadt – zu fahren, um herauszufinden, was mit ihr los ist. Nach mehreren Täuschungsversuchen ihrerseits sehen sie ein Werbeplakat ihrer Firma und finden endlich heraus, wo sie wohnte. Sie beobachten eines Morgens ihre Routine und bemerken, dass sie eine Pille aus ihrer Tasche nimmt, sie will ihnen aber nicht sagen, worum es sich handelt und spricht nur andauernd über „Santas Penis“. Die letzte Pille versuchen sie mit anderen Pillen zu identifizieren, bis sie herauskriegen, dass Melissa ihnen mit „Santas Penis“ einen Hinweis gegeben hat, denn es handelt sich um ein Medikament namens Clozapin, was so ähnlich klingt wie „Santa Clause Penis“.
Zwischenzeitlich hat Gail, nachdem sich Carol bei ihr zurückhaltend gezeigt hat, eingewilligt, endlich das Familienfoto zu machen. Auf diesen Aufnahmen ist im Hintergrund eine Person als Yoda verkleidet zu sehen. Nach vielen Versuchen seitens Tandy, die Person zu finden, sitzt er bei der Rückfahrt plötzlich auf der Rückbank ihres Wagens. Er sagt kein Wort, und erst ein Stück Pizza bringt ihn dazu, seine Maske abzunehmen. Da der kleine Junge nicht spricht, einigen sie sich auf den Namen Jasper. Tandy versucht sich mit Jasper anzufreunden, dieser weicht aber immer aus, bis Tandy es schafft, ihn mit Zigaretten zu ködern. Die Gruppe durchschaut das schnell und Jasper wählt Erica als Bezugsperson. Da sie die Medikamentendosis für Melissa raten müssen, hat sie starke Nebenwirkungssymptome und Tandy denkt, dass Jasper Angst vor ihr hat und nennt sie eine „Zombiefrau“. Todd versucht Melissa und Jasper zusammenzuführen und scheitert.
Carol organisiert ein vier-Tage-Fest für Jasper mit allen möglichen Feiertagselementen, damit Jasper diese kennenlernt. Todd hat sich mit Melissa zurückgezogen und taucht dann betrunken auf der Party auf. Als er sich mit Tandy prügeln will, hören sie eine Polizeiwagensirene. Im Wagen sitzen Melissa und Jasper und lachen gemeinsam, als er mit der Sirene herumspielt.
Erica und Gail verlieben sich ineinander. Jasper hat auch endlich sein Schweigen gebrochen. Als es Melissa wieder gut geht, heiratet sie Todd. Tandy versucht inzwischen alles, um die anderen zu überzeugen, dass er Carols Kinder auf die Welt holt, doch letztlich entscheidet sich auch Carol, dass Gail das übernehmen soll. Dann platzt Erica die Fruchtblase. Carol zieht sich zurück, um Ericas Schreie nicht hören zu müssen, denn sie hat Angst vor der Geburt. Nach einigen Komplikationen mit einer Beckenendlage schaffen sie es gemeinsam, das Kind zu drehen, und sie nennt ihre kleine Tochter Dawn.
Tandy wurde während der Geburt gebeten wegzufahren und sich um Jasper zu kümmern. Dann sehen die beiden einen Großbrand und fahren hin. Tandy stellt fest, dass das komplett in Brand stehende Gebäude ein Kernkraftwerk ist, und informiert die Gruppe umgehend. Tandy möchte Carol nicht beunruhigen und lädt sie im Schlaf kurzerhand samt Holzhaus auf einen Tieflader. Als sie aufwacht, bleibt ihm nichts anderes übrig, als ihr die Wahrheit zu sagen. Nach drei Stunden zielloser Fahrt besuchen sie eine Bibliothek, um sich zu informieren, wo sie hinkönnen, und stellen fest, dass es fast überall KKW gibt, die nach und nach alle in einer Kernschmelze enden werden. Melissa und Todd haben einen Vorschlag, der auf ihren gemeinsamen Lieblingsfilm „Die Verurteilten“ (Originaltitel: The Shawshank Redemption) zurückzuführen ist: Zihuatanejo. Tandy hat inzwischen ein  Geiger-Müller-Zählrohr besorgt und sie stellen fest, dass auf direktem Wege bereits alles verstrahlt ist. Jasper fällt auf, dass sie das Kalb zurückgelassen haben. Sie beschließen, zurück nach Malibu zu fahren, um dort mit einem Boot schnell aufs Meer zu fahren, haben aber Angst, dass Pat sie findet. Alles hätte auch gut funktioniert, doch das Holzhaus auf ihrem Tieflader fängt Feuer und sie fahren unbemerkt mit einer riesigen Rauchfahne durch die Stadt und werden von Pat bemerkt. Angekommen auf einer Yacht steht plötzlich Pat mit einer Waffe hinter Tandy. Als er durchlädt, fällt ein Schuss aus anderer Quelle und er geht zu Boden. In der Tür steht Pamela, die Dame aus dem Bunker mit der Drohne.

### Staffel 4
Pamela möchte der Gruppe ihre Begleitung Roy Billups vorstellen, der sofort vom noch lebenden Pat erschossen wird, woraufhin Pamela Pat noch ein paar Kugeln verpasst. Tandy beschließt, Pat zu enthaupten und seinen Körper und Kopf getrennt voneinander auf zwei Jet-Skis aufs Meer fahren zu lassen, diese lenken allerdings so ein, dass sie einen Halbkreis fahren und zusammenkrachen. Nach kurzer Zeit auf See wird allen klar, dass Pamela eine  egoistische Diva ist, die über alle Witze von Tandy lacht, was Carol so gar nicht gefällt.
In der ersten Nacht besteht Gail nach einem Stoß darauf zu ankern und drückt den Ankerknopf. Am nächsten Morgen stellen sie fest, dass sie den Knopf hätten gedrückt halten müssen, denn sie sind so weit abgetrieben, dass sie kein Land mehr sehen. Da Pamela unausstehlich ist und die Vorräte plündert, entscheidet die Gruppe, sie von Bord zu schicken, sobald sie Land erreichen, was Pamela aber mitbekommt und einen Plan schmiedet. Sie erreichen eine Insel und lassen ein Beiboot zu Wasser, in das Pamela und Tandy zuletzt einsteigen, doch dazu kommt es nicht. Pamela schlägt Tandy mit einem Paddel nieder und stößt das Beiboot von der Yacht weg. Dann fährt sie mit Tandy davon. Auf der Insel angekommen, treffen sie auf Glenn, welcher dort bereits vor 5 Jahren und damit länger als die Viruspandemie gestrandet ist. Erst als Carol erfährt, dass er ein Signalfeuer hat, gesteht sie ihm, dass alle anderen Menschen auf der Erde tot sind und somit Tandy ihre einzige Hoffnung ist.
Währenddessen auf dem Boot ist Tandy gefesselt und Pamela hofft bei ihm auf das Stockholm-Syndrom. Tandy gelingt es sich zu befreien und ihr die Waffe abzunehmen. Er sieht in der Nacht das Signalfeuer und kehrt zur Insel zurück. Gemeinsam verlassen sie die Insel und nehmen Pamela auf Glenns Wunsch hin mit, denn er kann sich nicht vorstellen, sie ohne Hoffnung auf Rettung auf der Insel zu lassen. Sie muss allerdings in einem Schlauchboot hinter der Yacht Platz nehmen, was bei verminderter Reisegeschwindigkeit von den anderen schnell überdacht wird, und sie darf mit aufs Schiff, wo sie sich als Sklavin aufführt.
Glenn und Pamela beginnen ein sexuelles Verhältnis. An der Küste von Zihuatanejo angekommen lobt der begeisterte Todd gleich den weißen Strand, doch es sind Leichensäcke. Alle suchen sich Häuser aus und ziehen ein. Glenn und Pamela entscheiden sich dazu, gemeinsam zu Glenns Haus zu fahren, auch wenn sie wissen, dass sie verstrahlt werden. Carol und Tandy beschließen eines Abends Gail zu besuchen, die fast eine Meile entfernt ihr Haus bezog, und finden dort ein spontanes, gemeinsames Abendessen der anderen vor. Aus Rache inszeniert Carol zusammen mit Tandy den Eintritt ihrer Wehen und kontaktiert Gail mit einem Hilferuf per Funkgerät. Als Gail ankommt, ist das Baby scheinbar schon da, doch dann wird sie unter der Decke von Tandys Kopf erschreckt. Gail will das nicht als Lektion hinnehmen und die ganze Gruppe veralbert die beiden per Funkgerät mit falschen Hilferufen, die alle übertrieben und absurd sind. Als sich jedoch Todd meldet und sagt, dass etwas mit seinem Herzen nicht stimmt und dass es rast, merkt Melissa recht schnell, dass wirklich etwas mit ihm nicht stimmt. Seit kurzem ist sie nämlich völlig besessen vom Sex mit Todd und verlangt ihm im Bett, gerade bei Rollenspielen, immer mehr ab. Als sie ihn finden,  reanimiert ihn Gail und sie schließen ihn an ein  EKG. Er atmet und hat Puls. Von jetzt an verbietet Melissa Todd alles, was ihn belasten könnte, und er muss mit Helm im Rollstuhl sitzen.
Carol wirft ein, dass das getrennte Wohnen die Gruppe spaltet, und gemeinsam ziehen sie in ein riesiges Anwesen. Tandy findet einen sehr verzierten Zauberwürfel, den ihm Carol allerdings abnimmt, denn sie möchte, dass er mithilft, das Haus „babysicher“ zu machen. Zwischen diesen Szenen seit dem Einzug ins Haus gibt es immer wieder Rückblenden auf das Hausgeschehen in früherer Zeit. Die letzte Besitzerin Abuela (was so viel wie Großmutter bedeutet) war Chefin eines Drogenkartells. Eines Tages wurde ihr Haus angegriffen und einige Leibwächter starben. Man merkt schnell, dass sie skrupellos und grausam ist, und zwei ihrer Verbündeten (Hector und Panchito) beginnen sich zu verschwören, als sie mit ansehen, wie Abuela ihren Kollegen Victor erschießt, nur weil er einen Zauberwürfel nicht in zehn Sekunden lösen kann. Hector baut eine Bombe. Daraufhin ist zu sehen, wie zu Abuelas Geburtstag eine Piñata aufgehängt wird, doch sie überlässt den ersten Schlag Panchito, der glaubt, die Bombe wäre in der Piñata. Auffällig ängstlich schlägt er nach ihr, doch bevor irgendetwas auffliegt, wird das Haus erneut angegriffen.
Der kleine Jasper findet die Piñata und hängt sie auf. Tandy sieht Jasper mit der Piñata und will ihm zeigen, wie man es macht. In der weiteren Rückblende wird Abuela erschossen und es stellt sich raus, dass sich die Bombe nicht in der Piñata befindet, sondern im Zauberwürfel, den Tandy gefunden hat und zu lösen versucht. Eines Morgens wird Carol überrascht, denn sie hat in der Nacht unbemerkt ihre Tochter Bezequille zur Welt gebracht. Melissa möchte keine Kinder bekommen und macht sich Sorgen um Todd, der gerne welche hätte. Bei einer Ultraschalluntersuchung stellt Gail fest, dass sich noch ein zweites Baby in Carols Bauch befindet. Gail wird zusehends nervös und will die Geburt so schnell wie möglich einleiten. Während sich Gail und Tandy streiten, sieht man im Hintergrund, dass Carol auch die zweite Geburt ohne Schmerzen vollzieht. Zum Andenken an Tandys Bruder nennen sie ihre zweite Tochter Mike. Todd hat Melissa in der Zeit oft angelogen, weil er auf Dawn aufgepasst hat. Beispielsweise behauptete er Kokain, statt Babypuder auf dem Shirt zu haben. Melissa nutzt eine Gelegenheit, als Erica und Gail ausgehen wollen, und bietet ihnen an, dass Todd doch auf Dawn aufpassen könne, um es ihm offiziell zu erlauben. Erica und Gail scherzen übers heiraten und Erica fühlt sich tief verletzt, da Gail dies als total lächerlich hinstellt. Todd würde immer noch gerne mit Kindern spielen und Melissa verweist auf die Lösung: Jasper. Nach holprigen Startschwierigkeiten spielen die beiden miteinander und Jasper soll lernen, wie man sich rasiert, und zur Übung hält Todds Rücken her.
Gail entscheidet sich nun doch Erica zu heiraten. Todd versucht eine strenge Vaterfigur zu sein, doch er hat Jasper nicht im Griff. In der Zwischenzeit scherzt Erica über Dawn und dass Jasper der einzige Mann ist, den sie mal heiraten könnte, was Carol auf den Plan ruft. Ständig organisiert sie Dates zwischen Jasper und den Babys, steckt mit dem Verhalten schließlich auch Erica an, die es ihr mit Dawn gleichtut. Jasper ist von Erica, Carol und Todd so genervt, dass er verschwindet. Als sie ihn suchen, hören sie eine Sirene aus einem Gefängnis. Wieder gibt es eine Rückblende. Diesmal geht es um den  Kannibalen Karl Cowperthwaite, der seine Opfer ködert, indem er sie porträtiert und dann mit einem Messer tötet. Er flieht nach Mexiko, wird dort verhaftet und zu einer lebenslangen Freiheitsstrafe verurteilt. Auch im Gefängnis mordet er weiter, doch eines Tages tragen alle  Wärter Masken. Schließlich sind nur noch Karl und der Gefängniswärter Martinez da. Die beiden trinken zusammen Bier und unterhalten sich. Martinez beschließt das Gefängnis zu verlassen und Karl mit Vorräten zurückzulassen. Bei einem abschließenden Händedruck wird er von Karl mit einem Dosenöffner ermordet und Karl hat die Schlüssel. Verlassen kann er das Gefängnis von innen allerdings nicht, denn die letzte Tür ist durch ein  Zahlenschloss gesichert. Todd und Tandy befreien ihn und stellen ihn der Gruppe vor. Er gibt sich als Gefängniswärter aus, der den Code vergessen hat, und alle bis auf Tandy finden ihn sehr nett. Tandys Bedenken werden ignoriert und er fängt an, Karl zu beschatten. Er beobachtet eines Tages, wie er an einem Pflaster lutscht, und weiht Todd in die Beobachtung ein, indem er ihm ein Abendessen mit Pflastern serviert. Karl fragt Gail, ob sie gemalt werden will, doch als er ein Messer holen will, bricht er ab und fährt mit einem Wagen weg. Todd und Tandy folgen ihm auf einen Friedhof, wo sie beobachten, wie er ein Grab aushebt, den Sarg öffnet und Leichenteile verspeist. Angewidert fahren sie zurück, um die Gruppe zu warnen. Als Karl erscheint und konfrontiert wird, gesteht er alles. Sie sperren ihn wieder ins Gefängnis, aus dem er aber ausbrechen kann. Melissa will sich sofort auf den Weg zum Gefängnis machen, denn sie weiß, dass sich Jasper in der Nähe aufhält. Todd ist entsetzt, dass sie es die ganze Zeit wusste. Doch Karl ist bereits zurück, was sie an seinem grausigen Klavierspiel hören. Sie beschließen ihn zu töten und Carol zieht den kürzesten Strohhalm. Tandy nimmt die Sache auf sich und will es durchziehen. Karl möchte währenddessen versuchen, den Zauberwürfel zu lösen. Kurz bevor Tandy schießen will, löst er den Zauberwürfel und explodiert.
Auf Karls Beerdigung macht Gail Tandy zum ersten Mal Komplimente und bedankt sich bei ihm. Beflügelt von Gail durchläuft Tandy einen kleinen Sinneswandel und macht sogar das Zimmer wieder sauber, in dem der Würfel explodiert ist. Gail und Tandy beginnen sich anzufreunden, bis Tandy glaubt, sie wolle Sex mit ihm haben. Währenddessen folgt Todd Melissa zu Jaspers Versteck. Als er jedoch mitbekommt, wie gut die beiden miteinander auskommen, beschließt er, nicht zu Jasper zu gehen. Er will unbedingt eigene Kinder, doch Melissa will nicht schwanger werden. Sie einigen sich und fragen Erica, ob sie mit Todd ein Baby haben möchte. Sie lehnt nach einiger Überlegung ab und Todd fällt in eine tiefe Depression. Carol ist inzwischen wieder schwanger und alle versuchen, es Todd zu verheimlichen. Tandy kommt auf die Idee, vor Todd zu inszenieren, dass er es schrecklich findet, dass Carol wieder schwanger ist. Das reißt Todd nach einem Wutanfall aus seiner Depression und er findet sich damit ab, keine Kinder zu bekommen, doch Erica hat sich inzwischen umentschieden.
Tandy lässt währenddessen benutzte Windeln mit Heliumballons davonfliegen und wir sehen, dass jemand eine dieser Windeln findet. Todd und Erica wollen keinen Sex haben und entscheiden sich für eine  Samenspende. Todd kritisiert Erica, dass sie ein halbes Glas Wein trinkt, und die beiden streiten sich und Erica sieht nun wieder von einer Elternschaft ab. Tandy wacht am Morgen auf und stellt im Spiegel fest, dass seine eine Körperhälfte erneut rasiert wurde. Er weiß sofort, was das bedeutet, und sucht Mike im Haus. Nach einigen Notizen von Mike ertönt wieder die Melodie von „Falling slowly“ und die beiden singen gemeinsam, bevor sie sich umarmen. Mikes Immunsystem war nach dem Aufenthalt im All geschwächt, aber er hatte nicht das Virus. Als Todd sich bei Erica entschuldigt, sagt sie ihm, dass sie schwanger ist, und Todd ist überglücklich. Mike zeigt Tandy eine Apparatur für Wärmebilder aus dem Weltraum und dass er so auch Jasper gefunden hat. Eines Abends sieht Mike einen großen, roten Fleck auf dem Bildschirm und will unbedingt herausfinden, worum es sich handelt. Anfangs versucht Tandy mit allen Mitteln, ihn davon abzuhalten, beschließt aber dann, mit ihm zu fahren.
Zwischenzeitlich macht sich Todd daran, ein Kinderzimmer zu gestalten. Als er einen Nagel in die Wand schlagen will, macht er mit dem Hammer ein Loch und das Zimmer fängt an zu stinken. Er vergrößert das Loch und findet schnell heraus, dass Leichen in den Wänden versteckt sind. Des Weiteren Munition, Waffen, Sprengmittel, Geld und Drogen. Sie stellen das ganze Haus auf den Kopf und finden immer mehr davon. Selbst das Klavier ist vermint. Auf der Fahrt zum Ort des großen, roten Flecks finden Tandy und Mike Obstbäume und Ziegen und beschließen, je ein männliches und weibliches Tier mitzunehmen. Am Zielort – einer großen, sandigen Ebene – sehen sie nichts und machen sich auf die Rückreise. Nach ihrer Abfahrt sieht der Zuschauer, dass sich im Boden eine Luke öffnet und mehrere Menschen den Bunker mit Gasmasken verlassen. In Zihuatanejo angekommen erfahren sie, dass sie umziehen müssen. Tandy zündet zum Abschied auf dem Haus einen Sprengsatz und tötet dabei versehentlich die mitgebrachten Ziegen. Sie beschließen also, nochmal zu der Herde zu fahren. Dort angekommen finden sie zwar keine Ziegen, stellen jedoch fest, dass die Obstbäume in Plantagen wachsen. Nach einigem Hin und Her beschließen sie, an diesem Ort zu bleiben, nur Mike fährt weiter. Die Serie endet damit, wie sich die Gruppe in allen Richtungen der Plantagenwege von Menschen mit Gasmasken umstellt sieht.

## Besetzung
Die Serie wird bei der Deutsche Synchron Film vertont. Marius Clarén schreibt die Dialogbücher, Dennis Schmidt-Foß führt die Dialogregie.

### Hauptbesetzung
| Rolle                      | Schauspieler      | Synchronsprecher  | Hauptrolle (Episoden) |
| -------------------------- | ----------------- | ----------------- | --------------------- |
| Philip Tandy „Phil“ Miller | Will Forte        | Marius Clarén     | 1.01–4.18             |
| Carol Andrew Pilbasian     | Kristen Schaal    | Ilona Brokowski   | 1.01–4.18             |
| Melissa Chartres           | January Jones     | Nicole Hannak     | 1.03–4.18             |
| Todd                       | Mel Rodriguez     | Uwe Büschken      | 1.05–4.18             |
| Erica Dundee               | Cleopatra Coleman | Josephine Schmidt | 1.09–4.18             |
| Gail Klosterman            | Mary Steenburgen  | Karin Grüger      | 1.09–4.18             |

### Nebenbesetzung
| Rolle                    | Schauspieler      | Synchronsprecher   | Nebenrolle (Episoden) |
| ------------------------ | ----------------- | ------------------ | --------------------- |
| ein weiterer Phil Miller | Boris Kodjoe      | Dennis Schmidt-Foß | 1.11–2.10             |
| Mike Miller              | Jason Sudeikis    | Norman Matt        | 1.13–2.18, 4.15–4.18  |
| Lewis                    | Kenneth Choi      | Rainer Fritzsche   | 3.01–3.11             |
| Gordon Vanderkruik       | Will Ferrell      | Stefan Staudinger  | 2.02                  |
| Pat Brown                | Mark Boone Junior | Lutz Schnell       | 2.11, 2.18–3.02, 3.18 |
| Pamela Brinton           | Kristen Wiig      | Dascha Lehmann     | 3.10–4.03             |
| Jasper                   | Keith L. Williams | Anton König        | 3.13–4.18             |
| Glenn                    | Chris Elliott     | Stefan Krause      | 4.02–4.03             |